# Бриглез
Бриглез (рум. Brâglez) — село у повіті Селаж в Румунії. Входить до складу комуни Сурдук.
Село розташоване на відстані 373 км на північний захід від Бухареста, 25 км на схід від Залеу, 51 км на північ від Клуж-Напоки.

## Населення
За даними перепису населення 2002 року у селі проживали 353 особи, усі — румуни. Усі жителі села рідною мовою назвали румунську.